# Запасский, Валерий Сергеевич
Запасский Валерий Сергеевич (род. 1942) — доктор физико-математических наук, выпускник физического факультета Ленинградского государственного университета, признанный в международном научном сообществе ученый, лауреат Государственной премии Российской Федерации в области науки и технологий за 2020 год. Совместно с Евгением Борисовичем Александровым стал создателем нового научного метода физических исследований — спектроскопии спиновых шумов.

## Биография
В 1964 г. окончил физический факультет Ленинградского государственного университета. Научный путь начинал в лаборатории Петра Петровича Феофилова в Государственном оптическом институте (ГОИ) им. С. И. Вавилова. С 2005 г. работает в Санкт-Петербургском государственном университете. До 2011 г. являлся сотрудником кафедры фотоники. С момента открытия в 2011 г. Лаборатории оптики спина им. И. Н. Уральцева СПбГУ, созданной в рамках мега-гранта Правительства Российской Федерации является ведущим научным сотрудником Лаборатории. Автор свыше 100 научных работ, 2 монографий, большого количества обзоров, статей в энциклопедиях и энциклопедических словарях. Им издан первый в России англо-русский словарь по оптике. В. С. Запасский является членом редколлегии журнала «Оптика и спектроскопия». Неоднократно приглашался для научной работы в США и Германию, регулярно выступает с приглашенными докладами на конференциях.
Научная степень
1975 год — кандидат наук, физико-математические науки. Название диссертации «Поляризационные магнитооптические исследования парамагнитных центров в кристаллах / Государственный оптический институт им. С. И. Вавилова, Ленинград, 1975». Дата присуждения степени: 30 декабря 1975
1988 год — доктор наук, физико-математические науки. Название диссертации «Лазерная магнитная спектроскопия прозрачных диэлектриков с парамагнитными примесями (Государственный оптический институт им. С. И. Вавилова, Ленинград, 1987)». Дата присуждения степени: 16 декабря 1988 г.
Научная деятельность
Работы В. С. Запасского сыграли ключевую роль в ряде научных направлений современной оптики:
— в 1970-х годах В. С. Запасским вместе с Е. Б. Александровым была предложена и реализована методика лазерно-поляриметрических измерений предельной (ограниченной дробовыми шумами) чувствительности, которая в настоящее время стала одной из основных в исследованиях спиновой динамики в различных системах, включая такой важный класс объектов как полупроводниковые наноструктуры;
— выполненный в 1981 году В. С. Запасским и Е. Б. Александровым эксперимент по детектированию магнитного резонанса по спектру шумов фарадеевского вращения заложил основу принципиально новой техники исследования спиновых систем — спектроскопии спиновых шумов. В последние годы уникальные возможности этой техники нашли широкое применение в физике полупроводниковых наноструктур, диэлектрических кристаллов, ядерной спиновой динамики. Приоритет пионерской работы В. С. Запасского и Е. Б. Александрова является общепризнанным;
— работы В. С. Запасского с соавторами по «медленному» и «быстрому» свету сыграли важную роль в выяснении механизмов кажущегося торможения или ускорения света в насыщаемом поглотителе.
Награды и премии
Медаль С. И. Вавилова (2013) — за экспериментальные достижения в области поляризационной магнитооптики и лазерной магнитной спектроскопии Оптическим обществом им. Д. С. Рождественского
Премия им. Д. С. Рождественского (2016) — решением Президиума РАН за цикл работ «Лазерная спектроскопия спиновых шумов»
Премия СПбГУ «За научные труды» (2016) — за цикл научных работ «Спектроскопия спиновых шумов»
Лауреат Государственной премии Российской Федерации в области науки и технологий за 2020 год (2021) — за создание и развитие нового научного направления — спектроскопии спиновых шумов
Список трудов
Автор более 100 научных работ, двух монографий, англо-русского словаря по оптике